# Siegfried Buback meggyilkolása
Siegfried Buback nyugatnémet szövetségi államügyészt a Vörös Hadsereg Frakció (RAF) szélsőbaloldali terrorszervezet gyilkolta meg Karlsruhéban 1977. április 7-én. A gyilkost és kísérőjét nem találták meg.

## A merénylet

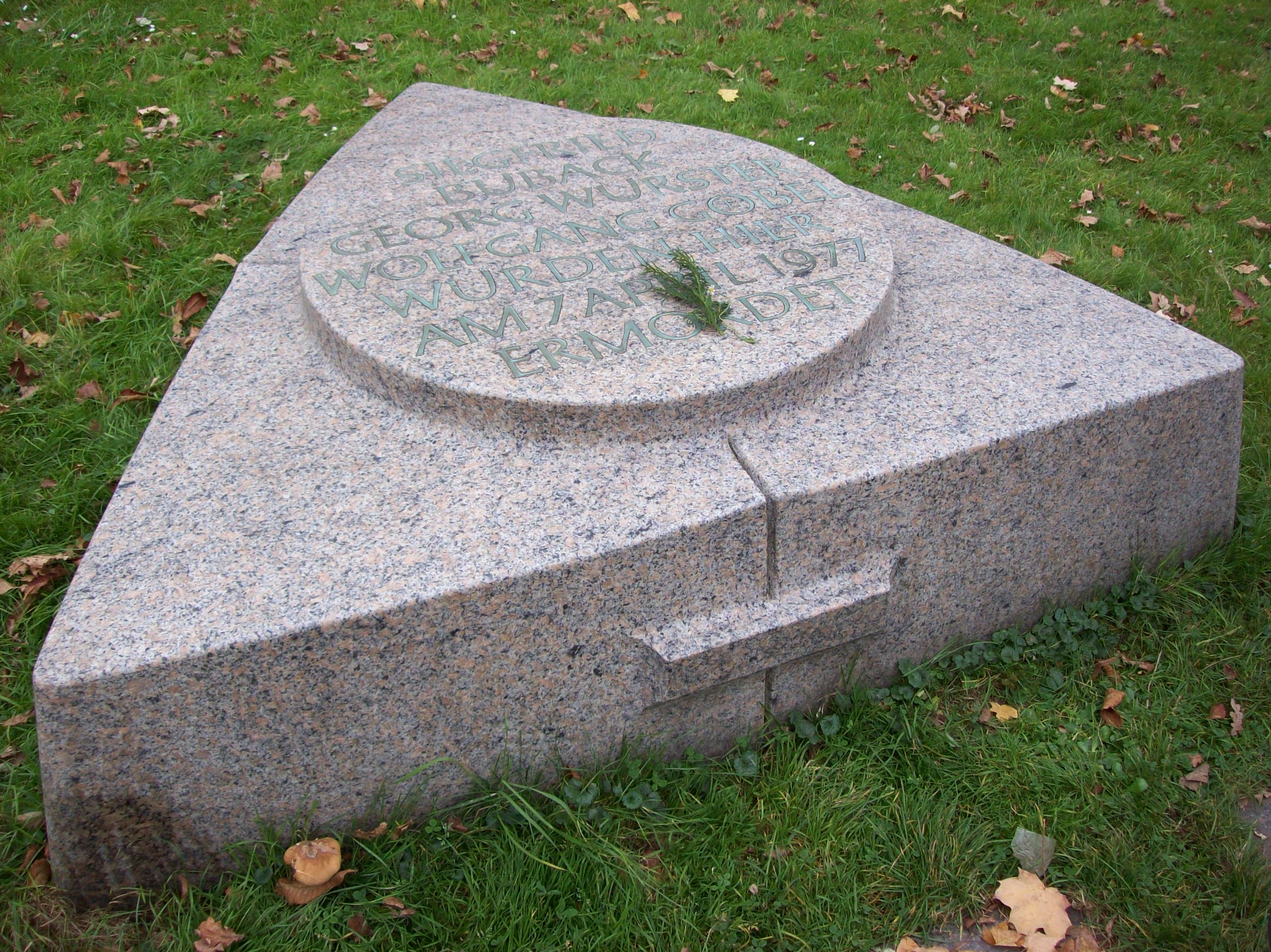
Emlékkő a gyilkosság színhelyén Karlsruhéban

1977. április 7-én reggel Siegfried Buback a munkahelyére tartott Mercedes típusú szolgálati autójával. Kevéssel kilenc óra után, Karlsruhe külvárosában, egy piros lámpánál egy motorkerékpár állt meg az autó mellett, amelynek utasa egy félautomata fegyverrel legkevesebb 15 lövést adott le a személyautóra. Buback és a 30 éves sofőr, Wolfgang Göbel azonnal meghalt, míg Georg Wurster, a sofőrszolgálat 33 éves irányítója hat nappal később hunyt el. Buback meggyilkolása a német ősz elnevezésű időszak nyitánya volt, amelynek során a terroristák számos politikai gyilkosságot követtek el.
A rendőrség nem tudta megállapítani, ki húzta meg a ravaszt, de bíróság így is elítélt négy RAF-tagot (Christian Klar, Knut Folkerts, Günter Sonnenberg, Brigitte Mohnhaupt) a merénylet miatt.

## A merénylet utóélete
2007-ben a Spiegel hetilap nyomozása arra jutott, hogy a motor vezetője Günter Sonnenberg, a gyilkos pedig Stefan Wisniewski volt. Wisniewskit 1981-ben elítélték Hanns-Martin Schleyernek, a német gyáriparosok szövetsége elnökének elrablásában és meggyilkolásában vállalt szerepe miatt, de a Buback-gyilkossággal nem vádolták meg. Az újság olyan információk birtokába is jutott, hogy a tárgyalás idején a német hatóságok visszatartottak információkat egy RAF-forrás védelme érdekében.